# 箱根八里
「箱根八里」（はこねはちり）は、1901年（明治34年）に発行された「中学唱歌」に初出の唱歌である。鳥居忱の作詞、瀧廉太郎の作曲による。
題名の箱根八里とは、旧東海道で小田原宿から箱根宿までの四里と箱根宿から三島宿までの四里をあわせたものである。東海道では大井川とともに難所として知られていた。箱根馬子唄でも「箱根八里は馬でも越すが、越すに越されぬ大井川」とうたわれる（この唄を指して「箱根八里」と呼ぶこともある）。
歌詞は2連で1番に「昔の箱根」、2番に「いまの箱根」の副題がつけられている。広く知られている歌ではあるものの、李白の漢詩『蜀道難』の一節「一夫當關　萬夫莫開」が歌詞に織り込まれるなど、漢籍にみられる故事や古典、歴史に由来する事項が多く盛り込まれている。
歌詞に登場する「函谷関」は中国の長安と洛陽の間、長安のある関中の地への入り口を扼する関所で王朝の死命を制する要衝として有名であり、『史記』における漢の劉邦と楚の項羽の攻防や孟嘗君の故事などで知られ、また「蜀の桟道」は蜀の地、すなわち四川盆地を守るに堅い要害としている山中の難所でやはり劉邦の天下取りへの備えとなった故事がある。いずれも箱根の関所のある山道の険しさを、漢籍古典になだたる難所要害にたとえているものである。
先に歌詞が公表され、曲は懸賞募集がかけられたが、鳥居の作った詞は曲を付けるにはあまりにも難しく、多くのベテラン作曲家がしり込みする中で、東京音楽学校を卒業して間もない瀧が作曲に挑んだ。曲はヨナ抜き音階で書かれリズムはピョンコ節あり三連符ありでバラエティーに富んでいるが、歌詞にマッチした勇ましい行進曲調のものである。
現在では、箱根登山電車（小田原駅・箱根湯本駅・強羅駅）・箱根登山ケーブルカー（強羅駅・早雲山駅）の発車メロディ、箱根登山ケーブルカー（強羅駅・早雲山駅発着時）の車内チャイムとしても使われている。亀田製菓が設立40周年記念文化事業として選んだ「日本の歌百選」（2000年）の1つに選出された。

## スカラーソング
「箱根八里」は、発表直後から現在まで、様々な替え歌が作られている。その中で一番知られているのは、明治から昭和初期にかけて活躍した演歌師・神長瞭月による「スカラーソング」である。
スカラーソングは、「箱根八里」のパロディであるとともに、風刺歌で、1番では月給取り（サラリーマン）、2番では「芋書生」の貧しく哀れな窮状を訴えている。
1.
なんだ神田の神田橋、朝の五時ごろ見渡せば
破れた洋服に弁当箱さげて　てくてく歩きの月給とりや九円（食えん）　
自動車飛ばせる紳士を眺め　ホロリホロリと泣き出す、
神よ仏よよく聞きたまえ　天保時代のもののふ(武士）も　今じゃ哀れなこの姿　
内では山ノ神がボタンかがり（麻糸つなぎ）の手内職
十四の娘はタバコの工場（こうば）　臭いはすれどキザミも吸えない
いつでもお金は内務省よ、
かくこそあるなれ　生存競争の活舞台（かつぶだい）
2.
金こそ無けれ天下の士　断食するもものならず　
一銭ありゃ焼き芋　二銭ありゃあんパン
前歯でかじり後えにさぐる　雲か山か踏み破る　おなかは鞭声しくしく
土よりも真っ黒な木綿の破れぎぬ　小倉の白袴は垢でなめらか
一厘に買うや買わずの　薄っぺらなる薩摩下駄　
帝都に旅する豪気な書生は　大道は狭しと肩で風切り　
下宿屋の四畳半じゃ天下を論ずる
かくこそあるなり　二十世紀の芋書生
現在、『小沢昭一が選んだ恋し懐かしはやり唄（四）』に収められている。